# Kurtus gulliveri
Kurtus gulliveri is een  straalvinnige vissensoort uit de familie van kambaarzen (Kurtidae). De wetenschappelijke naam van de soort is voor het eerst geldig gepubliceerd in 1878 door Castelnau.
De soort staat op de Rode Lijst van de IUCN als niet bedreigd, beoordelingsjaar 2007. De omvang van de populatie is volgens de IUCN stabiel.